# Саин, Аружан
Аружан Саин (родилась 10 августа 1976, Кызылорда, Казахстан) — казахстанская телеведущая, актриса, продюсер, директор благотворительного фонда, общественный деятель, предприниматель. С 2019 по 2023 годы занимала пост уполномоченного по правам ребенка Республики Казахстан.  

## Биография
Родилась в г. Кызылорда, Казахстан, окончила казахскую гимназию № 138 г. Алма-Аты.
В 1991 и 1992 гг. становилась победителем республиканских олимпиад по географии
В 1993 году поступила в КазГУ на факультет географии, кафедра экологии и мониторинга
В 1994 году основала продюсерский центр «Аружан и Компания».
В 2006 году основала благотворительный фонд Добровольное Общество «Милосердие». Фонд осуществляет помощь детским домам и домам ребёнка, а также больным детям, которым невозможно помочь в Казахстане.
В 2009 году номинирована на премию Алтын Журек, в номинации «За заботу об инвалидах»
Лауреат Национальной Премии "Народный любимец года" 2012, 2015 в номинации "Общественник года"  
Указом Президента Республики Казахстан от 9 декабря 2019 года награждена Орденом «Курмет» (2019)

## Карьера
- C 1993 — телеведущая ежедневной программы «Разминка» на телеканале Хабар

- 1994—1999 — телеведущая кулинарной программы «Быстро и Вкусно», затем «Звёздное меню»

- 1994—2000 — телеведущая детской игровой передачи «Еркемай»

- С 2006 — телеведущая познавательно-развлекательной программы «Мамина школа», на телеканале Ел Арна

- С 2010 — телеведущая ток-шоу «Спокойствие, только спокойствие»

- С 2011 — телеведущая программы «Подари детям Жизнь»

- С 2019 по 12 июня 2023 года — Уполномоченный по правам ребёнка в Республике Казахстан.[4][5].

## Кинокарьера
- Телесериал «Перекрёсток» — знаменитость
- 1997 г. Фильм «1997. Записи Рустема с картинками» режиссёра Ардака Амиркулова[6]

- 2011 г. Фильм «Студент» Дарежана Омирбаева[7]

## Продюсерская деятельность
Продюсер многих развлекательных, познавательных, образовательных телевизионных программ и шоу для казахстанских телеканалов: «Разминка», «Экспресс-FOOD», «Вкусно и быстро с Евгением Жумановым», «Еркемай», женская программа «Под вуалью», «Астрологический прогноз», «Компьютерные новости» и другие.

## Благотворительная деятельность
C 2006 возглавляет благотворительный фонд Добровольное Общество «Милосердие».